# Going for the One
Going for the One – ósmy album grupy Yes wydany w roku 1977.

## Utwory
Albym zawiera utwory:
1. Going for the One (Anderson) – 5:30
2. Turn of the Century (Anderson/Howe/White) – 7:58
3. Parallels (Squire) – 5:52
4. Wonderous Stories (Anderson) – 3:45
5. Awaken (Anderson/Howe) – 15:38

Dodatkowe nagrania umieszczone na wydanej w 2003 reedycji albumu:
1. Montreux's theme (Howe/Squire/anderson/White) – 2:38
2. Vevey (revisted) (Anderson/Wakeman) – 4:46
3. Amazing grace (aranżacja: Squire) – 2:36
4. Going for the one (rehearsal) – 5:10
5. Parallels (rehearsal) – 6:21
6. Turn of the century (rehearsal) – 6:58
7. Eastern number (early version of "Awaken") – 12:16

## Twórcy
Twórcami albumu są:
- Jon Anderson – śpiew
- Steve Howe – śpiew, gitara
- Chris Squire – śpiew, gitara basowa
- Rick Wakeman – instrumenty klawiszowe
- Alan White – perkusja
- Richard Williams Singers – chór

- Hipgnosis – projekt graficzny
- George Hardie – grafika
- Alex Grab – fotografia
- Jaques Sreassle – fotografia
- David Richards – inżynier